# Nayala
Nayala ist eine Provinz in der Region Boucle du Mouhoun im westafrikanischen Staat Burkina Faso mit 193.773 Einwohnern (2013) auf 3923 km².
Sie wird hauptsächlich von Angehörigen der Samo bewohnt. Haupterwerbsquelle ist die Landwirtschaft. Hauptort von Nayala ist Toma.

## Liste der Departements/Gemeinden
| Nr. | Departement/Gemeinde |
| --- | -------------------- |
| 1   | Gassan               |
| 2   | Gossina              |
| 3   | Kougny               |
| 4   | Toma                 |
| 5   | Yaba                 |
| 6   | Yé                   |